# Jackson County (Michigan)
Jackson County ist ein County im Bundesstaat Michigan der Vereinigten Staaten. Der Verwaltungssitz (County Seat) ist Jackson. Das U.S. Census Bureau hat bei der Volkszählung 2020 eine Einwohnerzahl von 160.366 ermittelt.

## Geographie
Das County liegt im Süden der Unteren Halbinsel von Michigan, ist im Süden und Südwesten etwa 50 km von Ohio und Indiana, im Südosten etwa 75 km vom Eriesee, einem der 5 großen Seen, entfernt und hat eine Fläche von 1875 Quadratkilometern, wovon 44 Quadratkilometer Wasserfläche sind. Es grenzt im Uhrzeigersinn an folgende Countys: Livingston County, Washtenaw County, Lenawee County, Hillsdale County, Calhoun County, Eaton County und Ingham County.
Das County wird vom Office of Management and Budget zu statistischen Zwecken als Jackson, MI Metropolitan Statistical Area geführt.

## Geschichte

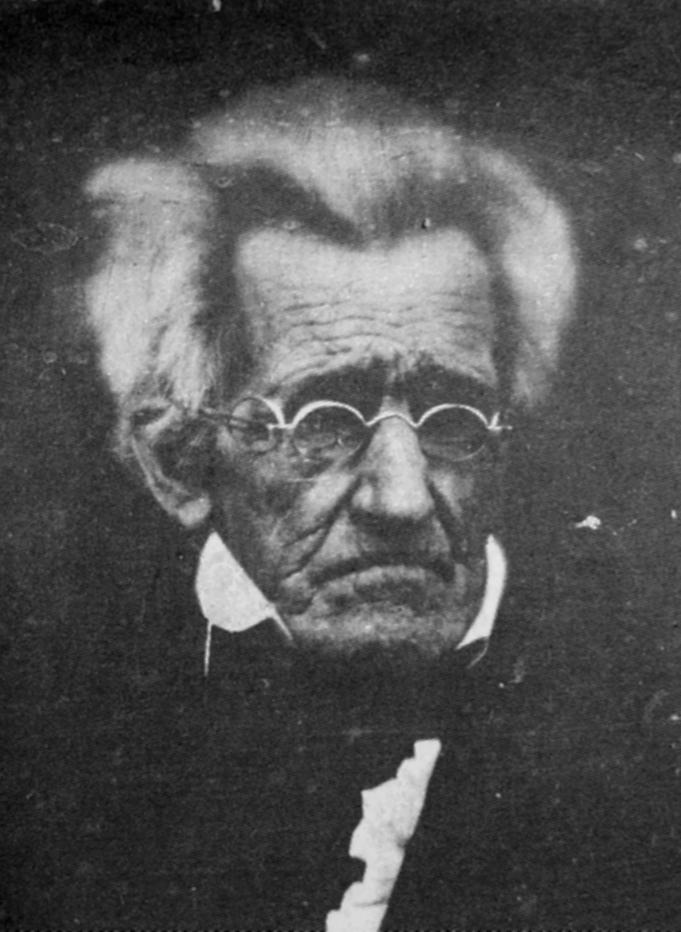
Andrew Jackson

Jackson County wurde 1832 aus Teilen des Washtenaw County und freiem Territorium gebildet. Benannt wurde es nach Andrew Jackson, dem siebten US-Präsidenten.
Das County gehört zu den so genannten Cabinet Countys, da es wie einige andere nach einem Mitglied des Kabinetts von Präsident Andrew Jackson benannt wurde.
24 Bauwerke und Stätten des Countys sind im National Register of Historic Places eingetragen (Stand 25. November 2017).

## Demografische Daten

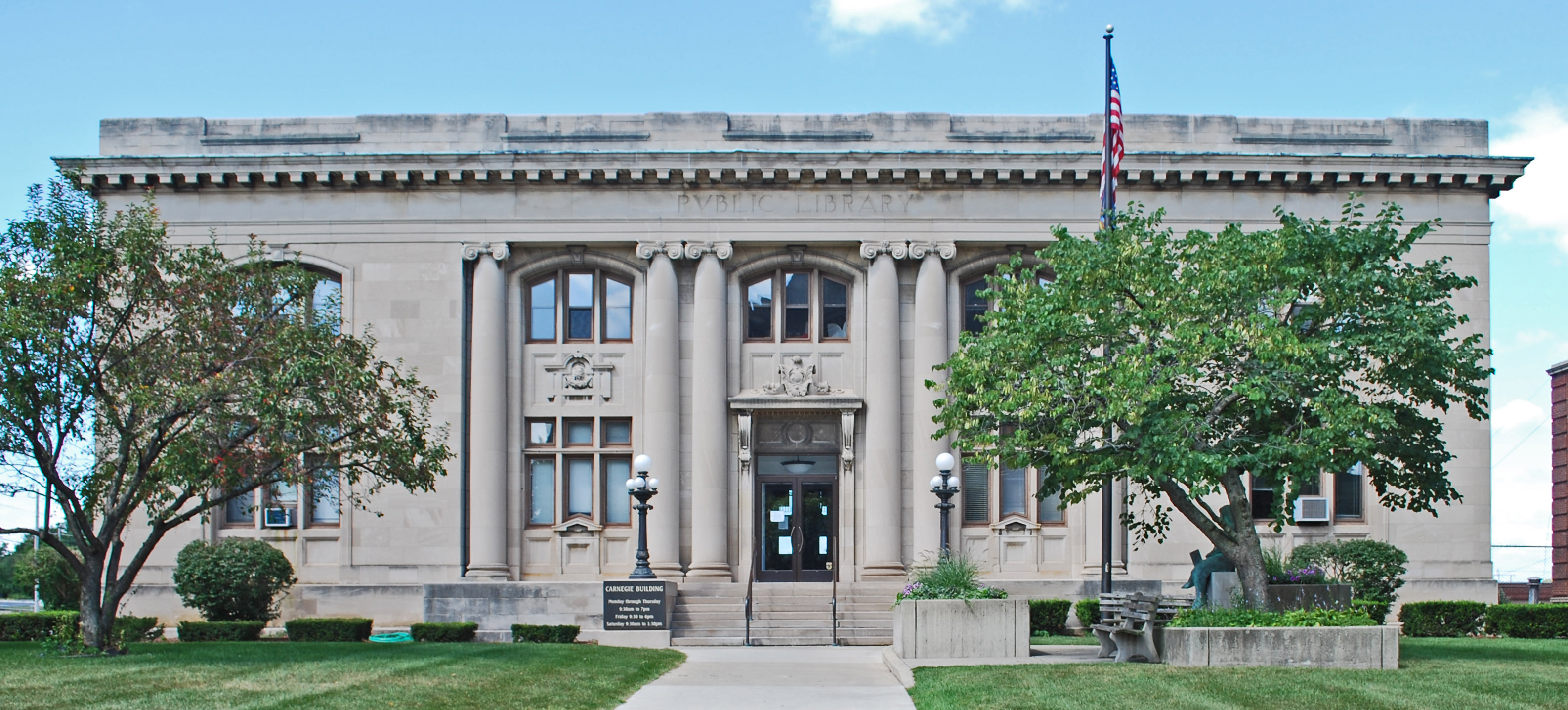
Jackson District Library, gelistet im NRHP

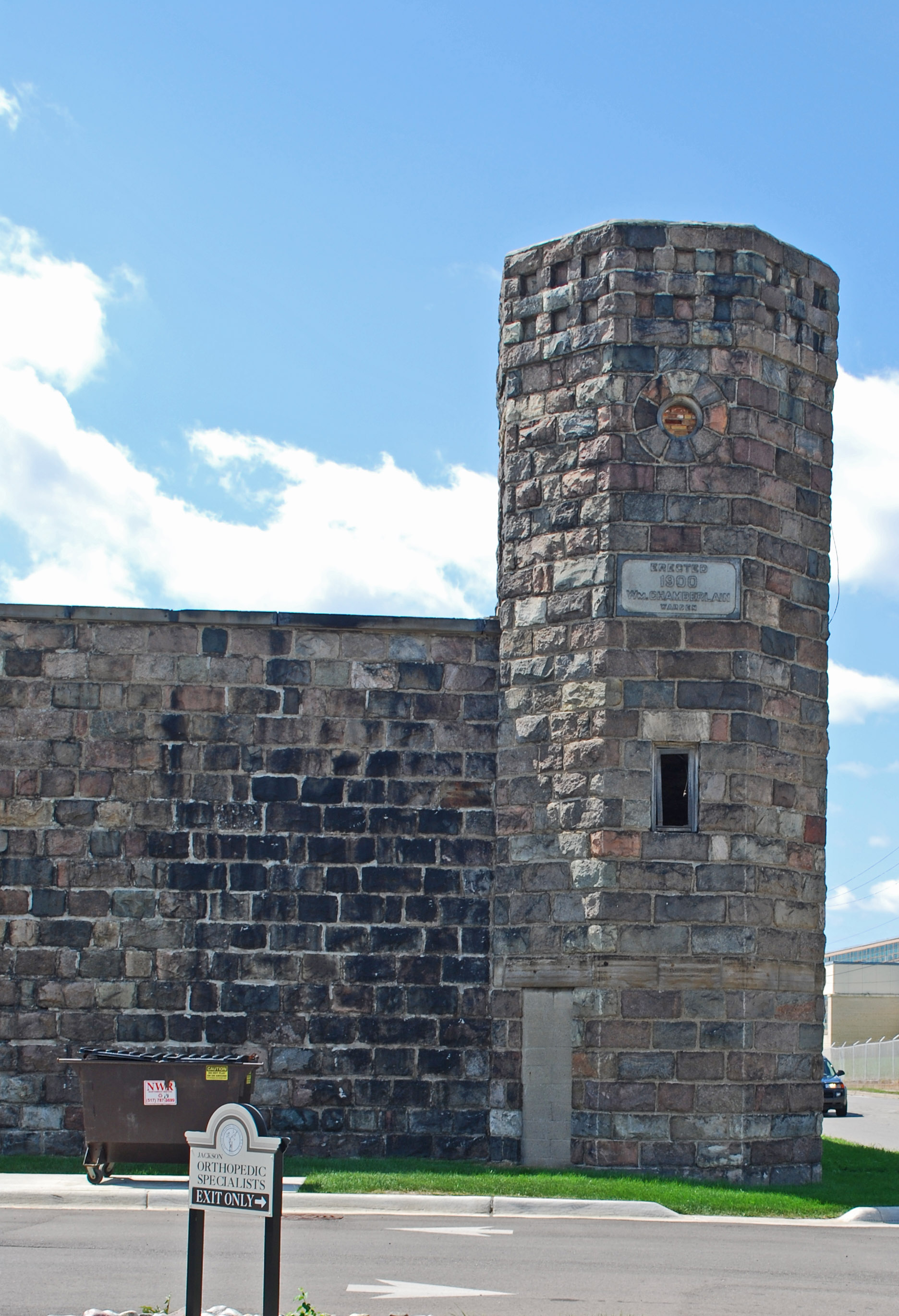
Michigan State Prison, gelistet im NRHP

Nach der Volkszählung im Jahr 2000 lebten im Jackson County 158.422 Menschen in 58.168 Haushalten und 40.833 Familien. Die Bevölkerungsdichte betrug 87 Einwohner pro Quadratkilometer. Ethnisch betrachtet setzte sich die Bevölkerung zusammen aus 88,54 Prozent Weißen, 7,92 Prozent Afroamerikanern, 0,40 Prozent amerikanischen Ureinwohnern, 0,53 Prozent Asiaten, 0,04 Prozent Bewohnern aus dem pazifischen Inselraum und 0,83 Prozent aus anderen ethnischen Gruppen; 1,74 Prozent stammten von zwei oder mehr Ethnien ab. 2,20 Prozent der Bevölkerung waren spanischer oder lateinamerikanischer Abstammung.
Von den 58.168 Haushalten hatten 33,5 Prozent Kinder unter 18 Jahren, die bei ihnen lebten. 53,8 Prozent waren verheiratete, zusammenlebende Paare, 12,0 Prozent waren allein erziehende Mütter und 29,8 Prozent waren keine Familien. 24,6 Prozent waren Singlehaushalte und in 9,6 Prozent lebten Menschen im Alter von 65 Jahren oder darüber. Die Durchschnittshaushaltsgröße betrug 2,55 und die durchschnittliche Familiengröße lag bei 3,03 Personen.
25,6 Prozent der Bevölkerung waren unter 18 Jahre alt. 8,1 Prozent zwischen 18 und 24 Jahre, 30,4 Prozent zwischen 25 und 44 Jahre, 23,0 Prozent zwischen 45 und 64 Jahre und 12,9 Prozent waren 65 Jahre oder älter. Das Durchschnittsalter betrug 37 Jahre. Auf 100 weibliche Personen kamen 104,2 männliche Personen. Auf 100 Frauen im Alter von 18 Jahren und darüber kamen statistisch 103,7 Männer.
Das jährliche Durchschnittseinkommen eines Haushalts betrug 43.171 USD, das Durchschnittseinkommen einer Familie 50.970 USD. Männer hatten ein Durchschnittseinkommen von 38.919 USD, Frauen 26.448 USD. Das Prokopfeinkommen betrug 20.171 USD. 6,5 Prozent der Familien und 9,0 Prozent der Bevölkerung lebten unterhalb der Armutsgrenze.

## Orte im County
- Berryville
- Brooklyn
- Cement City
- Clarklake
- Concord
- Devereaux
- Francisco
- Grass Lake
- Hanover
- Horton
- Jackson
- Jefferson
- Leoni
- Liberty
- Michigan Center
- Minards Mill
- Munith
- Napoleon
- Norvell
- Oak Point
- Parma
- Pleasant Lake
- Pulaski
- Rives Junction
- Roots
- Sandstone
- South Jackson
- Spring Arbor
- Springport
- Stoney Point
- Sunset Beach
- The Heights
- Tompkins
- Trist
- Vandercook Lake
- Waterloo
- Woodville

Townships
- Blackman Charter Township
- Columbia Township
- Concord Township
- Grass Lake Charter Township
- Hanover Township
- Henrietta Township
- Leoni Township
- Liberty Township
- Napoleon Township
- Norvell Township
- Parma Township
- Pulaski Township
- Rives Township
- Salem Township
- Spalding Township
- Spring Arbor Township
- Summit Township
- Tompkins Township
- Waterloo Township